# Flemming Knuth
Flemming Kai Knuth-Knuthenborg (* 30. April 1879 auf Jomfruens Egede, bei Faxe; † 6. Januar 1942 in Kopenhagen) war ein dänischer Ingenieur.

## Leben
Knuth entstammte väterlicherseits dem mecklenburgisch-dänischen Uradelsgeschlecht Knuth. Er war das jüngste von insgesamt neun Kindern Frederik Christian Julius Knuths und dessen Gattin Anna Eleonora Frederikke Elisabeth, geb. Gräfin Holck-Winterfeldt. Flemmings älteste Schwester war die Funktionärin Henriette Knuth.
1897 legte Knuth sein Abitur am Østersøgades Gymnasium ab und ging danach an die Polytechnische Lehranstalt, von der er 1904 seinen cand.polyt. erhielt. 1905 bis 1907 war er Ingenieur beim Maschinenfabrikant Borch & Henriksen. 1906 wurde er Sekondeleutnant der Ingenieurtruppe. Am 1. August 1907 wurde er assistierender Ingenieur beim Telegrafiewesen des 1. Ingenieurdistriktes. Am 1. Mai 1918 wurde Knuth Ingenieur im Hauptkontor des Telegrafiewesens. Am 1. Juli 1919 wurde er Telegrafieingenieur II. Klasse, am 1. August 1920 Telegrafieingenieur I. Klasse. Am 1. Juni 1927 kam er zum Post- und Telegrafiewesen. Am 1. Juli 1931 wurde Knuth Kontorchef im Generaldirektorat des Post- und Telegrafiewesens. Am 31. Dezember 1941 nahm er seinen Abschied aus dem Staatsdienst.

## Auszeichnungen und Mitgliedschaften
- 1919–1924: Mitglied des Vorstandes der Vereinigung der Ingenieure im Staatsdienste[1]
- 20. Januar 1930: Ritterkreuz des Dannebrogordens[1]
- 1928–1941: Mitglied des Vorstandes des Dansk Post- og telegrafmuseums[1]
- 1933–1939: Mitglied der militärischen Telegrafen- und Telefonkommission 1928–41[1]
- 22. Mai 1939: Dannebrogsmændenes hæderstegn[1]

## Vorfahren
| Flemming Knuth Graf von Knuthenborg | Frederik Christian Julius Knuth Graf von Knuthenborg             | Julius Knuth Graf von Knuthenborg                             | Frederik Knuth Graf von Knuthenborg                                   |
| Flemming Knuth Graf von Knuthenborg | Frederik Christian Julius Knuth Graf von Knuthenborg             | Julius Knuth Graf von Knuthenborg                             | Juliane Marie Knuth, geb. von Møsting                                 |
| Flemming Knuth Graf von Knuthenborg | Frederik Christian Julius Knuth Graf von Knuthenborg             | Georgine Frederikke Vilhelmine Knuth, geb. von Hauch          | Johan Christian von Hauch Kammerherr                                  |
| Flemming Knuth Graf von Knuthenborg | Frederik Christian Julius Knuth Graf von Knuthenborg             | Georgine Frederikke Vilhelmine Knuth, geb. von Hauch          | Pauline Christiane von Numsen, geb. Rye                               |
| Flemming Knuth Graf von Knuthenborg | Anna Eleonora Frederikke Elisabeth Knuth, geb. Holck-Winterfeldt | Gustav Christian Holck-Winterfeldt Graf von Holck-Winterfeldt | Flemming Frederik Cai Holck-Winterfeldt Graf von Holck-Winterfeldt    |
| Flemming Knuth Graf von Knuthenborg | Anna Eleonora Frederikke Elisabeth Knuth, geb. Holck-Winterfeldt | Gustav Christian Holck-Winterfeldt Graf von Holck-Winterfeldt | Judith Holck-Winterfeldt, geb. de Windt                               |
| Flemming Knuth Graf von Knuthenborg | Anna Eleonora Frederikke Elisabeth Knuth, geb. Holck-Winterfeldt | Christiane Holck-Winterfeldt, geb. Danneskiold-Samsøe Priorin | Christian Conrad Sofus Danneskiold-Samsøe Graf von Danneskiold-Samsøe |
| Flemming Knuth Graf von Knuthenborg | Anna Eleonora Frederikke Elisabeth Knuth, geb. Holck-Winterfeldt | Christiane Holck-Winterfeldt, geb. Danneskiold-Samsøe Priorin | Johanne Henriette Valentine Danneskiold-Samsøe, geb.Kaas              |